# محمدحسین باجلان فرخی
محمدحسین باجلان فرخی (زاده ۱۳۱۷ در بروجرد)، مترجم و پژوهشگر در زمینۀ انسان‌شناسی و اسطوره شناسی است.

## آثار

### ترجمه
- آدیسون، جان؛ آفریقای سنتی، تهران: مازیار، ۱۳۵۹.
- کیلینگ ری، دیوید؛ نیه رره و نکرومه، تهران: مازیار، ۱۳۵۹.
- یاپ، مالکوم؛ گاندی، تهران: مازیار، ۱۳۵۹.
- یاپ، مالکوم؛ ابن سینا، تهران: مازیار، ۱۳۵۹.
- یاپ، مالکوم؛ چنگیزخان و امپراتوری مغول، تهران: مازیار، ۱۳۵۹.
- هریسون، جان؛ اکبر شاه و امپراتوری مغول، تهران: مازیار، ۱۳۵۹.
- ادیسن، جان، سلیمان و امپراتوری عثمانی، تهران: مازیار، ۱۳۶۰.
- گ‍ارن‍ر، آل‍ن؛ ال‍ی‍دور، ت‍ص‍اوی‍ر از چ‍ارل‍ز ک‍ی‍پ‍ی‍ن‍گ، زی‍رن‍ظر ف‍ری‍دون ب‍دره‌ای، ت‍ه‍ران، بی نا، بی تا.
- شپرد، جان؛ و پینتر، دزموند؛ انسان و دین، تهران: مازیار، ۱۳۵۹.
- ناکس، د. م؛ انسان وغذا، تهران: مازیار، ۱۳۵۹.
- گویات، جان؛ انقلاب امریکا، تهران: مازیار، ۱۳۵۹.
- تیمز، ریچارد؛ شهرها، تهران: مازیار، ۱۳۵۹.
- لینگ ری، مارگارت کی؛ انقلاب کشاورزی، مازیار، ۱۳۵۹.
- لینگ ری، مارگارت کی؛ مدیترانه، تهران: مازیار، ۱۳۶۰.
- ه‍ورک‍ام، ه‍ی‍ل‍دا؛ ت‍اری‍خ م‍خ‍ت‍ص‍ر چ‍ی‍ن، ت‍ه‍ران: م‍وس‍س‍ه م‍طال‍ع‍ات و پ‍ژوه‍ش‍ه‍ای ف‍ره‍ن‍گ چ‍ی‍ن، ۱۳۷۹.
- دونکاستر، ایزلی؛ چین سنتی، تهران: مازیار، ۱۳۵۹.
- یاپ، مالکوم؛ خاور نزدیک باستانی، تهران: مازیار، ۱۳۶۰.
- ک‍لارک، گ‍راه‍ام، ج‍ه‍ان پ‍ی‍ش از ت‍اری‍خ از دی‍دگ‍اه‍ی ن‍و، م‍ت‍رج‍م‍ان ب‍اج‍لان ف‍رخ‍ی و دی‍گ‍ران، ت‍ه‍ران: دن‍ی‍ای م‍ادر، ۱۳۷۹.
- اس‍ت‍ون، اروی‍ن‍گ، رن‍ج و س‍رم‍س‍ت‍ی، تهران: اس‍اطی‍ر، ۱۳۷۲.
- پ‍اری‍ن‍در، ادوارد ج‍ف‍ری، ش‍ن‍اخ‍ت اس‍اطی‍ر آف‍ری‍ق‍ا، ت‍ه‍ران: اس‍اطی‍ر، ۱۳۷۴.
- دیویدسن، هیلد ردریک الیس، شناخت اساطیر اسکاندیناوی، تهران: اساطیر، ۱۳۸۵.
- ه‍ی‍ن‍ل‍ز، ج‍ان‌راس‍ل؛ شناخت اس‍اطی‍ر ای‍ران، ت‍ه‍ران: اس‍اطی‍ر، مرکز بین‌المللی گفتگوی تمدنها، ۱۳۸۳.
- ک‍ری‍س‍ت‍ی، آن‍ت‍ون‍ی؛ ش‍ن‍اخ‍ت اس‍اطی‍ر چ‍ی‍ن، ت‍ه‍ران : اس‍اطی‍ر ، ۱۳۷۳.
- گ‍ری، ج‍ان؛ ش‍ن‍اخ‍ت اس‍اطی‍ر خ‍اور ن‍زدی‍ک (ب‍ی‍ن‌ال‍ن‍ه‍ری‍ن)، ت‍ه‍ران: اس‍اطی‍ر، ۱۳۷۷.
- پ‍رون، اس‍ت‍وارت؛ ش‍ن‍اخ‍ت اس‍اطی‍ر رم، ت‍ه‍ران: مؤسسه تبلیغاتی اساطیر، م‍رک‍ز ب‍ی‍ن‌ال‍م‍ل‍ل‍ی گ‍ف‍ت‍گ‍وی ت‍م‍دن‍ه‍ا، ۱۳۸۱.
- پ‍ی‍گ‍وت، ژول‍ی‍ت؛ ش‍ن‍اخ‍ت اس‍اطی‍ر ژاپ‍ن، ت‍ه‍ران: اس‍اطی‍ر، ۱۳۷۳.
- ای‍ون‍س، ورون‍ی‍ک‍ا؛ ش‍ن‍اخ‍ت اس‍اطی‍ر م‍ص‍ر، ت‍ه‍ران: اس‍اطی‍ر، ۱۳۷۵.
- ای‍ون‍س، ورون‍ی‍ک‍ا؛ ش‍ن‍اخ‍ت اس‍اطی‍ر ه‍ن‍د، ت‍ه‍ران: اس‍اطی‍ر، ۱۳۷۳.
- پ‍ی‍ن‍س‍ن‍ت، جان؛ ش‍ن‍اخ‍ت اس‍اطی‍ر ی‍ون‍ان، ت‍ه‍ران: اس‍اطی‍ر، ۱۳۸۷.
- وی‍ل‍س‍ون، پ‍ل، ک‍ت‍اب ک‍وچ‍ک آرام‍ش: رازه‍ای دس‍ت‌ی‍اب‍ی ب‍ه آرام‍ش، ت‍ه‍ران: ف‍راروان، ۱۳۷۸.
- الیکا، گریر؛ ک‍ت‍اب ک‍وچ‍ک م‍دی‍ت‍ی‍ش‍ن: روش‌ه‍ای دس‍ت ی‍اب‍ی ب‍ه زن‍دگ‍ان‍ی ش‍اد و آرام، ت‍ه‍ران: ف‍راروان، ۱۳۸۲.
- وی‍ت‍اک‍ر، اس‍ت‍اف‍ورد؛ ک‍ت‍اب ک‍وچ‍ک ج‍ه‍ان درون: ره‌ن‍م‍ودی در ی‍اف‍ت‍ن ج‍ای‍گ‍اه خ‍وی‍ش، ت‍ه‍ران: ف‍راروان، ۱۳۸۱.
- ف‍اس‍ت، ه‍وارد؛ م‍ه‍اج‍ران، ت‍ه‍ران: اس‍اطی‍ر، ۱۳۷۱.

### ترجمه و گردآوری
- ش‍ع‍ر چ‍ی‍ن، تهران: مازیار، ۱۳۳۵.
- ه‍ف‍ت ش‍ب از ه‍ف‍ت م‍اه: ش‍ع‍ر چ‍ی‍ن ۶۰۰ - ۱۹۳۶ پ‍ی‍ش از م‍ی‍لاد، ت‍ه‍ران: بی نا، بی تا.
- ک‍ت‍اب ک‍وچ‍ک ع‍ش‍ق: ع‍اش‍ق‍ان‍ه‌ه‍ای ش‍رق و غ‍رب، ت‍ه‍ران: ف‍راروان، ۱۳۸۸.

### تألیف و گردآوری
- اف‍س‍ان‍ه‌ه‍ای م‍ردم ای‍ران: ل‍رس‍ت‍ان، ب‍اج‍لان ف‍رخ‍ی و م‍ح‍م‍د اس‍دی‍ان، ت‍ه‍ران: بی نا، بی تا.
- ب‍اوره‍ا و دان‍س‍ت‍ه‌ه‍ا در ل‍رس‍ت‍ان و ای‍لام، م‍ح‍م‍د اس‍دی‍ان خ‍رم‌آب‍ادی، م‍ح‍م‍دح‍س‍ی‍ن ب‍اج‍لان ف‍رخ‍ی، م‍ن‍ص‍ور ک‍ی‍ائ‍ی، ت‍ه‍ران: وزارت ف‍ره‍ن‍گ و آم‍وزش ع‍ال‍ی، م‍رک‍ز م‍ردم‌ش‍ن‍اس‍ی ای‍ران، ۱۳۵۸.
- زم‍ی‍ن‌ش‍ن‍اس‍ی ع‍م‍وم‍ی، ک‍ت‍اب درس‍ی س‍ال س‍وم دب‍ی‍رس‍ت‍ان، آم‍وزش ف‍ن‍ی م‍ع‍دن، ت‍ه‍ران: وزارت آم‍وزش و پ‍رورش.
- در قلمرو انسان‌شناسی: اسطوره و آیین، تهران: شرکت نشر نقد افکار، ۱۳۹۲.